# Эвенкийский район

Физическая карта Эвенкийского района

Эвенкия, официально Эвенки́йский райо́н — административно-территориальная единица с особым статусом (район) и муниципальное образование (муниципальный район) в северо-восточной части Красноярского края России.
Административный центр — посёлок Тура.
Как муниципальный район был образован 1 ноября 2004 года, а как административный 3 декабря 2006 года. 1 января 2007 года Эвенкийский автономный округ был упразднён и вошёл в состав Красноярского края.

## География
Площадь района — 763 197 км². На территории района расположен географический центр России (в районе озера Виви). По площади немного уступает Ямало-Ненецкому автономному округу и Иркутской области, превосходит любую европейскую страну, а также любой субъект в европейской части России. В Красноярском крае занимает второе место по территории.
Эвенкийский район относится к районам Крайнего Севера.
Сопредельные территории:
- север: Таймырский район Красноярского края;
- восток: Республика Саха и Иркутская область;
- юг: Кежемский, Богучанский, Мотыгинский и Северо-Енисейский районы Красноярского края;
- запад: Туруханский район Красноярского края.

Рельеф центральной части представлен самым большим в мире базальтовым массивом гор Путорана, на востоке древними горами Анабара. Дополняют картину межгорные котловины, а также снежные и тундровые равнины.
По территории Эвенкии протекают сотни рек, стремительных и неторопливых, кристально чистых и минерализованных. Здесь десятки тысяч озёр. В горах Путорана самая высокая плотность водопадов в России. Водопады бассейна реки Курейка — Тальниковый и Большой Курейский — являются крупнейшими в России по высоте и по мощности потока водосброса, соответственно.
Эвенкия — гигантский природный заповедник, обладающий огромными биологическими, топливными, минеральными и рекреационными ресурсами. Леса в нём занимают более 70 % территории. Почти нетронутая тайга преимущественно состоит из хвойных пород.
В Эвенкийском районе обитают сотни видов зверей, птиц, рыб, в том числе уникальных. Земля богата месторождениями нефти, газа, угля, железных руд, исландского шпата и графита. В эвенкийских недрах разведаны запасы алмазов, драгоценных камней, самоцветного сырья.

### Озёра
- Бельдунчана
- Виви
- Гелтан
- Дюпкун
- Ессей
- Еромо
- Заповедное
- Зорилова
- Нёрангда
- Себяки
- Онёко
- Хуринда
- Чеко
- Чиринда
- Эпекли

### Климат
Среднегодовая температура воздуха — от −5 °C до −15 °C (в административном центре — −9 °C). Район расположен в области резко континентального климата. Зима длится примерно 8 месяцев в году, и с декабря по февраль температуры могут опускаться ниже −60 °C. Переходные сезоны выражены слабо: весна начинается в первой половине мая и заканчивается во второй половине июня, характеризуясь быстрым таянием снежного покрова; осень — со второй половины августа до второй половины сентября, когда образуется устойчивый снежный покров. Лето в Эвенкийском районе короткое — с конца июня по середину августа, и в течение лета погода может варьироваться от заморозков до жары: в отдельных случаях температура может превышать отметку в +40 °C. На территории района широко распространена многолетняя мерзлота, за исключением левобережья Подкаменной Тунгуски.

## История
Исследования историков и археологов говорят о том, что первые люди на территории Эвенкии появились во II тысячелетии до нашей эры. Три тысячи лет понадобилось древнему человеку, чтобы не только заселить долину Нижней Тунгуски, но и освоить близлежащие территории — стоянки древних людей эпохи неолита найдены в среднем течении Подкаменной Тунгуски.
Прародиной эвенков историки называют Забайкалье и Приамурье. В X веке эвенки были вытеснены из плодородных долин на север воинственными степняками.
Первое упоминание о тунгусах как народности относится к 1581—1583 годам и появляется в описании Сибирского царства. Тунгусы вели кочевой образ жизни и занимались преимущественно охотой. С появлением в этих местах русского населения в начале XVII века основное место в хозяйстве эвенков занял пушной промысел и оленеводство, развивающиеся и в настоящее время.
10 декабря 1930 года образован Эвенкийский национальный округ с административным центром в посёлке Тура. Согласно ст. 71 Конституции РСФСР от 12 апреля 1978 года переименован в Эвенкийский автономный округ.
Из Эвенкии в годы Великой Отечественной войны ушли 1937 жителей округа, 586 из них не вернулись домой.
С 1991 года по 2006 год Эвенкийский автономный округ являлся самостоятельным субъектом Российской Федерации.
В 1997 году были вторично утверждены в составе Байкитского района Куюмбинский, Ошаровский и Полигусовский сельсоветы.
С 1 ноября 2004 года на территории Эвенкийского автономного округа существовало 25 муниципальных образований — Эвенкийский муниципальный район, охватывающий всю территорию Эвенкийского автономного округа, и входящие в него 24 сельских поселения (посёлок городского типа Тура, село Байкит, посёлок Бурный, посёлок Куюмба (в состав которого входил также посёлок Усть-Камо), село Мирюга, посёлок Ошарово (в состав которого входил также посёлок Таимба), посёлок Полигус (в состав которого входила фактория Учами), посёлок Суломай, посёлок Кузьмовка, посёлок Суринда, посёлок Ессей, посёлок Кислокан, посёлок Нидым, посёлок Ногинск, посёлок Тутончаны, посёлок Учами, посёлок Чиринда, посёлок Эконда, посёлок Юкта, село Ванавара, посёлок Муторай, посёлок Оскоба, посёлок Чемдальск. При этом сельские поселения были образованы раньше района, конкретно с 4 октября 2004 года.
Административный район был образован 3 декабря 2006 года.
1 января 2007 года в соответствии с результатами референдума о присоединении к Красноярскому краю, проведённого 17 апреля 2005 года, Эвенкийский автономный округ был упразднён, а на его территории была образована административно-территориальная единица с особым статусом Эвенкийский район. В рамках местного самоуправления он составил одноимённый муниципальный район.
После присоединения Эвенкийского автономного округа к Красноярскому краю административно-территориальное устройство и муниципальные образования на его территории продолжали регулироваться ранее принятыми законами Эвенкийского АО. 10 июня 2010 года был принят перечень административно-территориальных единиц Красноярского края, куда вошли и единицы Эвенкийского района, за исключением сельсоветов и посёлка Учами Полигусовского сельсовета.
21 апреля 2011 года посёлок Тура стал сельским населённым пунктом и наименование соответствующего сельского поселения было изменено на «посёлок Тура».
6 октября 2011 года был принят закон о муниципальных образованиях Эвенкийского района Красноярского края, отменивший ранее действовавшие законы Эвенкийского АО.
Эвенкийский район получил статус особой территории 29 декабря 2015 года. Такое решение было принято Законодательным собранием Красноярского края. Документ вступил в силу 1 января 2016 года.
В 2020 году северная часть Эвенкии вошла в состав Арктической зоны.
В соответствии с Законом Красноярского края от 15.05.2025 № 9-3914 «О территориальной организации местного самоуправления в Красноярском крае» образовано муниципальное образование Эвенкийский муниципальный округ Красноярского края в границах, совпадающих с границами существовавшего по состоянию на день вступления в силу Федерального закона «Об общих принципах организации местного самоуправления в единой системе публичной власти» Эвенкийского муниципального района Красноярского края, установленными Законом края от 6 октября 2011 года № 13-6271 «Об установлении границ муниципального образования Эвенкийский муниципальный район и находящихся в его границах иных муниципальных образований».
Эвенкийский муниципальный округ считается образованным с 19 июня 2025 года.

## Население
| 1939    | 1959    | 1970    | 1979    | 1989    | 1990    | 1991    | 1992    | 1993    | 1994    |
| ------- | ------- | ------- | ------- | ------- | ------- | ------- | ------- | ------- | ------- |
| 9460    | ↗10 320 | ↗12 658 | ↗15 710 | ↗24 409 | ↘24 005 | ↗24 290 | ↘24 067 | ↘23 171 | ↘22 132 |
| 1995    | 1996    | 1997    | 1998    | 1999    | 2000    | 2001    | 2002    | 2003    | 2004    |
| ↘20 277 | ↘20 034 | ↘19 843 | ↘19 553 | ↘19 014 | ↘18 469 | ↘18 012 | ↘17 697 | ↘17 647 | ↘17 500 |
| 2005    | 2006    | 2007    | 2008    | 2009    | 2010    | 2012    | 2013    | 2014    | 2015    |
| ↘17 422 | ↘17 278 | ↘16 979 | ↘16 705 | ↘16 434 | ↘16 253 | ↘16 183 | ↘15 881 | ↘15 591 | ↘15 425 |
| 2016    | 2017    | 2018    | 2019    | 2020    | 2021    |         |         |         |         |
| ↘15 414 | ↘15 279 | ↘15 147 | ↗15 733 | ↘15 113 | ↘13 404 |         |         |         |         |

Численность населения района по данным Росстата составляет 13 404 чел. (2021). Плотность населения — 0,02 чел./км2 (2021). Территория района — одна из самых малонаселённых территорий не только России, но и мира.
Демография
| Рождаемость (число родившихся на 1000 человек населения) | Рождаемость (число родившихся на 1000 человек населения) | Рождаемость (число родившихся на 1000 человек населения) | Рождаемость (число родившихся на 1000 человек населения) | Рождаемость (число родившихся на 1000 человек населения) | Рождаемость (число родившихся на 1000 человек населения) | Рождаемость (число родившихся на 1000 человек населения) | Рождаемость (число родившихся на 1000 человек населения) | Рождаемость (число родившихся на 1000 человек населения) |
| 1970                                                     | 1975                                                     | 1980                                                     | 1985                                                     | 1990                                                     | 1995                                                     | 1996                                                     | 1997                                                     | 1998                                                     |
| -------------------------------------------------------- | -------------------------------------------------------- | -------------------------------------------------------- | -------------------------------------------------------- | -------------------------------------------------------- | -------------------------------------------------------- | -------------------------------------------------------- | -------------------------------------------------------- | -------------------------------------------------------- |
| 24,5                                                     | ↘17,6                                                    | ↗22,9                                                    | ↗25,2                                                    | ↘20,7                                                    | ↘14,5                                                    | ↘13,4                                                    | ↘13,2                                                    | ↘12,6                                                    |
| 1999                                                     | 2000                                                     | 2001                                                     | 2002                                                     | 2003                                                     | 2004                                                     | 2005                                                     | 2006                                                     |                                                          |
| ↗13,4                                                    | ↘13,2                                                    | ↗15,2                                                    | ↘14,9                                                    | ↗15,6                                                    | ↘15,3                                                    | ↗16,3                                                    | ↗16,5                                                    |                                                          |

| Смертность (число умерших на 1000 человек населения) | Смертность (число умерших на 1000 человек населения) | Смертность (число умерших на 1000 человек населения) | Смертность (число умерших на 1000 человек населения) | Смертность (число умерших на 1000 человек населения) | Смертность (число умерших на 1000 человек населения) | Смертность (число умерших на 1000 человек населения) | Смертность (число умерших на 1000 человек населения) | Смертность (число умерших на 1000 человек населения) |
| 1970                                                 | 1975                                                 | 1980                                                 | 1985                                                 | 1990                                                 | 1995                                                 | 1996                                                 | 1997                                                 | 1998                                                 |
| ---------------------------------------------------- | ---------------------------------------------------- | ---------------------------------------------------- | ---------------------------------------------------- | ---------------------------------------------------- | ---------------------------------------------------- | ---------------------------------------------------- | ---------------------------------------------------- | ---------------------------------------------------- |
| 11,2                                                 | ↘11                                                  | ↘10,2                                                | ↗10,6                                                | ↘7,6                                                 | ↗10,4                                                | ↗11,1                                                | ↘10,3                                                | ↗11,4                                                |
| 1999                                                 | 2000                                                 | 2001                                                 | 2002                                                 | 2003                                                 | 2004                                                 | 2005                                                 | 2006                                                 |                                                      |
| ↘10,8                                                | ↗11,7                                                | ↗13                                                  | ↗13,4                                                | ↘12,2                                                | ↗12,5                                                | ↗14,9                                                | ↘13,8                                                |                                                      |

| Естественный прирост населения (на 1000 человек населения, знак (-) означает естественную убыль населения) | Естественный прирост населения (на 1000 человек населения, знак (-) означает естественную убыль населения) | Естественный прирост населения (на 1000 человек населения, знак (-) означает естественную убыль населения) | Естественный прирост населения (на 1000 человек населения, знак (-) означает естественную убыль населения) | Естественный прирост населения (на 1000 человек населения, знак (-) означает естественную убыль населения) | Естественный прирост населения (на 1000 человек населения, знак (-) означает естественную убыль населения) | Естественный прирост населения (на 1000 человек населения, знак (-) означает естественную убыль населения) | Естественный прирост населения (на 1000 человек населения, знак (-) означает естественную убыль населения) | Естественный прирост населения (на 1000 человек населения, знак (-) означает естественную убыль населения) |
| 1970 | 1975 | 1980 | 1985 | 1990 | 1995 | 1996 | 1997 | 1998 |
| --- | --- | --- | --- | --- | --- | --- | --- | --- |
| 13,3 | ↘6,6 | ↗12,7 | ↗14,6 | ↘13,1 | ↘4,1 | ↘2,3 | ↗2,9 | ↘1,2 |
| 1999 | 2000 | 2001 | 2002 | 2003 | 2004 | 2005 | 2006 | |
| ↗2,6 | ↘1,5 | ↗2,2 | ↘1,5 | ↗3,4 | ↘2,8 | ↘1,4 | ↗2,7 | |

| Ожидаемая продолжительность жизни при рождении (число лет) | Ожидаемая продолжительность жизни при рождении (число лет) | Ожидаемая продолжительность жизни при рождении (число лет) | Ожидаемая продолжительность жизни при рождении (число лет) | Ожидаемая продолжительность жизни при рождении (число лет) | Ожидаемая продолжительность жизни при рождении (число лет) | Ожидаемая продолжительность жизни при рождении (число лет) | Ожидаемая продолжительность жизни при рождении (число лет) | Ожидаемая продолжительность жизни при рождении (число лет) |
| 1993                                                       | 1994                                                       | 1995                                                       | 1996                                                       | 1997                                                       | 1998                                                       | 1999                                                       | 2000                                                       | 2001                                                       |
| ---------------------------------------------------------- | ---------------------------------------------------------- | ---------------------------------------------------------- | ---------------------------------------------------------- | ---------------------------------------------------------- | ---------------------------------------------------------- | ---------------------------------------------------------- | ---------------------------------------------------------- | ---------------------------------------------------------- |
| 56,7                                                       | ↗57,3                                                      | ↗58,9                                                      | ↘58,1                                                      | ↗59                                                        | ↘58,9                                                      | ↗59,3                                                      | ↘58,7                                                      | ↘56,8                                                      |
| 2002                                                       | 2003                                                       | 2004                                                       | 2005                                                       | 2006                                                       | 2007                                                       | 2008                                                       | 2009                                                       |                                                            |
| ↘56,5                                                      | ↗60,6                                                      | ↘60,1                                                      | ↘57,6                                                      | ↗59,1                                                      | ↘57                                                        | ↗58,9                                                      | ↘58,3                                                      |                                                            |

## Административно-муниципальное устройство
В рамках административно-территориального устройства район включает 23 территориальные единицы (20 посёлков и 3 села).
В рамках муниципального устройства, в муниципальный район входят 23 сельских поселения.
Сельские поселения объединяются в три группы, организованные на месте ранее существовавших районов:
- Байкитская группа поселений;
- Илимпийская группа поселений;
- Тунгусско-Чунская группа поселений[82].

До объединения Красноярского края и Эвенкийского автономного округа 22 ноября 2006 года были упразднены территориальная единица посёлок Ногинск и соответствующее муниципальное образование.
При формировании реестра административно-территориальных и территориальных единиц не были учтены Полигусовский, Куюмбинский и Ошаровский сельсоветы и посёлок (фактория) Учами Полигусовского сельсовета.
В 2011 году посёлок городского типа Тура был преобразован в сельский населённый пункт.
Утратили статус муниципальных образований с 19 июня 2025 года.
| Территориальные единицы (2006—2010)                      | Территориальные единицы (с 2010)                               | Сельские поселения                                              |
| -------------------------------------------------------- | -------------------------------------------------------------- | --------------------------------------------------------------- |
| село Байкит                                              | село Байкит                                                    | село Байкит                                                     |
| посёлок Бурный                                           | посёлок Бурный                                                 | посёлок Бурный                                                  |
| село Ванавара                                            | село Ванавара                                                  | село Ванавара                                                   |
| посёлок Ессей                                            | посёлок Ессей                                                  | посёлок Ессей                                                   |
| посёлок Кислокан                                         | посёлок Кислокан                                               | посёлок Кислокан                                                |
| посёлок Кузьмовка                                        | посёлок Кузьмовка                                              | посёлок Кузьмовка                                               |
| Куюмбинский сельсовет: посёлок Куюмба, посёлок Усть-Камо | посёлок Куюмба посёлок Усть-Камо (до 2017)                     | посёлок Куюмба: посёлок Куюмба, посёлок Усть-Камо (до 2017)     |
| село Мирюга                                              | село Мирюга                                                    | село Мирюга                                                     |
| посёлок Муторай                                          | посёлок Муторай                                                | посёлок Муторай                                                 |
| посёлок Нидым                                            | посёлок Нидым                                                  | посёлок Нидым                                                   |
| посёлок Ногинск (до 2006)                                | —                                                              | посёлок Ногинск (до 2006)                                       |
| посёлок Оскоба                                           | посёлок Оскоба                                                 | посёлок Оскоба                                                  |
| Ошаровский сельсовет: посёлок Ошарово, посёлок Таимба    | посёлок Ошарово посёлок Таимба (до 2017)                       | посёлок Ошарово: посёлок Ошарово, посёлок Таимба                |
| Полигусовский сельсовет: посёлок Полигус, посёлок Учами  | посёлок Полигус                                                | посёлок Полигус: посёлок Полигус, фактория Учами (до 2010—2011) |
| посёлок Стрелка-Чуня                                     | посёлок Стрелка-Чуня                                           | посёлок Стрелка-Чуня                                            |
| посёлок Суломай                                          | посёлок Суломай                                                | посёлок Суломай                                                 |
| посёлок Суринда                                          | посёлок Суринда                                                | посёлок Суринда                                                 |
| посёлок городского типа Тура                             | посёлок городского типа Тура (до 2011) / посёлок Тура (с 2011) | посёлок городского типа Тура (до 2011) / посёлок Тура (с 2011)  |
| посёлок Тутончаны                                        | посёлок Тутончаны                                              | посёлок Тутончаны                                               |
| посёлок Учами                                            | посёлок Учами                                                  | посёлок Учами                                                   |
| посёлок Чемдальск                                        | посёлок Чемдальск                                              | посёлок Чемдальск                                               |
| посёлок Чиринда                                          | посёлок Чиринда                                                | посёлок Чиринда                                                 |
| посёлок Эконда                                           | посёлок Эконда                                                 | посёлок Эконда                                                  |
| посёлок Юкта                                             | посёлок Юкта                                                   | посёлок Юкта                                                    |

| №  | Сельское поселение   | Административный центр | Количество населённых пунктов | Население | Площадь, км2 |
| -- | -------------------- | ---------------------- | ----------------------------- | --------- | ------------ |
| 1  | посёлок Бурный       | посёлок Бурный         | 1                             | ↗199      | 0,42         |
| 2  | посёлок Ессей        | посёлок Ессей          | 1                             | ↗734      | 0,92         |
| 3  | посёлок Кислокан     | посёлок Кислокан       | 1                             | ↗129      | 0,74         |
| 4  | посёлок Кузьмовка    | посёлок Кузьмовка      | 1                             | ↘198      | 0,82         |
| 5  | посёлок Куюмба       | посёлок Куюмба         | 1                             | ↗141      | 1,11         |
| 6  | посёлок Муторай      | посёлок Муторай        | 1                             | ↘76       | 0,34         |
| 7  | посёлок Нидым        | посёлок Нидым          | 1                             | ↘141      | 0,90         |
| 8  | посёлок Оскоба       | посёлок Оскоба         | 1                             | →15       | 0,66         |
| 9  | посёлок Ошарово      | посёлок Ошарово        | 1                             | ↘69       | 0,62         |
| 10 | посёлок Полигус      | посёлок Полигус        | 1                             | ↘158      | 0,62         |
| 11 | посёлок Стрелка-Чуня | посёлок Стрелка-Чуня   | 1                             | ↘139      | 0,77         |
| 12 | посёлок Суломай      | посёлок Суломай        | 1                             | ↗201      | 0,44         |
| 13 | посёлок Суринда      | посёлок Суринда        | 1                             | ↘329      | 0,52         |
| 14 | посёлок Тура         | посёлок Тура           | 1                             | ↘4440     | 12,93        |
| 15 | посёлок Тутончаны    | посёлок Тутончаны      | 1                             | ↘202      | 0,82         |
| 16 | посёлок Учами        | посёлок Учами          | 1                             | ↘75       | 0,38         |
| 17 | посёлок Чемдальск    | посёлок Чемдальск      | 1                             | ↘32       | 0,42         |
| 18 | посёлок Чиринда      | посёлок Чиринда        | 1                             | ↗220      | 0,66         |
| 19 | посёлок Эконда       | посёлок Эконда         | 1                             | ↗317      | 0,43         |
| 20 | посёлок Юкта         | посёлок Юкта           | 1                             | ↗88       | 0,80         |
| 21 | село Байкит          | село Байкит            | 1                             | ↘2933     | 12,61        |
| 22 | село Ванавара        | село Ванавара          | 1                             | ↘2532     | 7,27         |
| 23 | село Мирюга          | село Мирюга            | 1                             | ↗36       | 0,37         |

Эвенкийский район как административно-территориальная единица с особым статусом не может быть преобразован, согласно закону об административно-территориальных единицах с особым статусом (ст. 2 ч. 3).

## Населённые пункты
В районе 23 населённых пункта.
| №  | Населённый пункт | Тип     | Население | Сельское поселение   |
| -- | ---------------- | ------- | --------- | -------------------- |
| 1  | Байкит           | село    | ↘2933     | село Байкит          |
| 2  | Бурный           | посёлок | ↗199      | посёлок Бурный       |
| 3  | Ванавара         | село    | ↘2532     | село Ванавара        |
| 4  | Ессей            | посёлок | ↗734      | посёлок Ессей        |
| 5  | Кислокан         | посёлок | ↗129      | посёлок Кислокан     |
| 6  | Кузьмовка        | посёлок | ↘198      | посёлок Кузьмовка    |
| 7  | Куюмба           | посёлок | ↗141      | посёлок Куюмба       |
| 8  | Мирюга           | село    | ↗36       | село Мирюга          |
| 9  | Муторай          | посёлок | ↘76       | посёлок Муторай      |
| 10 | Нидым            | посёлок | ↘141      | посёлок Нидым        |
| 11 | Оскоба           | посёлок | →15       | посёлок Оскоба       |
| 12 | Ошарово          | посёлок | ↘69       | посёлок Ошарово      |
| 13 | Полигус          | посёлок | ↘158      | посёлок Полигус      |
| 14 | Стрелка-Чуня     | посёлок | ↘139      | посёлок Стрелка-Чуня |
| 15 | Суломай          | посёлок | ↗201      | посёлок Суломай      |
| 16 | Суринда          | посёлок | ↘329      | посёлок Суринда      |
| 17 | Тура             | посёлок | ↘4440     | посёлок Тура         |
| 18 | Тутончаны        | посёлок | ↘202      | посёлок Тутончаны    |
| 19 | Учами            | посёлок | ↘75       | посёлок Учами        |
| 20 | Чемдальск        | посёлок | ↘32       | посёлок Чемдальск    |
| 21 | Чиринда          | посёлок | ↗220      | посёлок Чиринда      |
| 22 | Эконда           | посёлок | ↗317      | посёлок Эконда       |
| 23 | Юкта             | посёлок | ↗88       | посёлок Юкта         |

В Эвенкийском районе находятся покинутые посёлки Ногинск (образовывавший поселение, ликвидирован в 2006 году), Учами (относился к Полигусовскому сельсовету, с точки зрения муниципального устройства упоминался как фактория в составе сельского поселения посёлок Полигус, в законе от 6 октября 2011 года не упоминается), Усть-Камо и Таимба (из сельских поселений посёлок Куюмба и, соответственно, посёлок Ошарово, ликвидированы в 2017 году).
Согласно Уставу Эвенкийского района, на территории сельского поселения посёлок Кузьмовка, помимо самого одноимённого посёлка, существует населённый пункт под названием Кочумдек (на административном уровне означает подчинение Кузьмовке), однако он не фигурирует ни в официальных документах, относящихся к административно-территориальному устройству, ни в ОКАТО, ни в ОКТМО.

## Органы власти
Эвенкийский районный Совет депутатов
Эвенкийский районный Совет депутатов — выборный орган местного самоуправления, представляющий интересы населения Эвенкийского района и принимающий решения в коллегиальном порядке. Депутаты районного Совета избираются на 5 лет в количестве 20 человек по смешанной, мажоритарно-пропорциональной системе.
Выборы депутатов Эвенкийского районного Совета депутатов проводились пять раз. Были избраны депутаты созывов 2005—2007, 2007—2011, 2011—2016, 2016—2021, и 2021—2026 годов. В настоящее время в районном Совете работают депутаты, избранные в 2021 году.
V Эвенкийский районный Совет был избран в единый день голосования 2021 года по смешанной, мажоритарно-пропорциональной системе. В состав вошло 20 депутатов — 9 по мажоритарной системе, 11 по пропорциональной системе с барьером в 5 %.
| Партия              | По округам | По списку | Результат | Руководитель фракции             |
| ------------------- | ---------- | --------- | --------- | -------------------------------- |
| Единая Россия       | 7          | 4         | 11        | Староворцева Марина Владимировна |
| Справедливая Россия | 1          | 3         | 4         | Черкасова Вероника Александровна |
| КПРФ                | 0          | 2         | 2         | Шаповалов Анатолий Петрович      |
| ЛДПР                | 0          | 2         | 2         | Инешин Александр Михайлович      |
| Самовыдвиженцы      | 1          | ---       | 1         |                                  |
|                     | 9          | 11        | 20        |                                  |

### Председатель
С 13 октября 2021 года — Карамзин Вячеслав Иванович.

### Исполнительная власть
Глава Эвенкийского муниципального района — высшее должностное лицо Эвенкийского муниципального района, наделённое согласно уставу собственной компетенцией по решению вопросов местного значения, возглавляющее деятельность по осуществлению местного самоуправления на территории Эвенкийского муниципального района. Глава района избирается Эвенкийским районным Советом депутатов из числа кандидатов, представленных конкурсной комиссией по результатам конкурса, и возглавляет местную администрацию.
- С 22 декабря 2020 года главой района является Черкасов Андрей Юрьевич. Срок полномочий — пять лет.

### Законодательное собрание Красноярского края
В сентябре 2021 года обновлён состав Законодательного собрания Красноярского края. Депутатами по Эвенкийскому двухмандатному округу № 24 избраны Гаюльский Андрей Викторович и Фарукшин Валерий Михайлович.

## Экономика

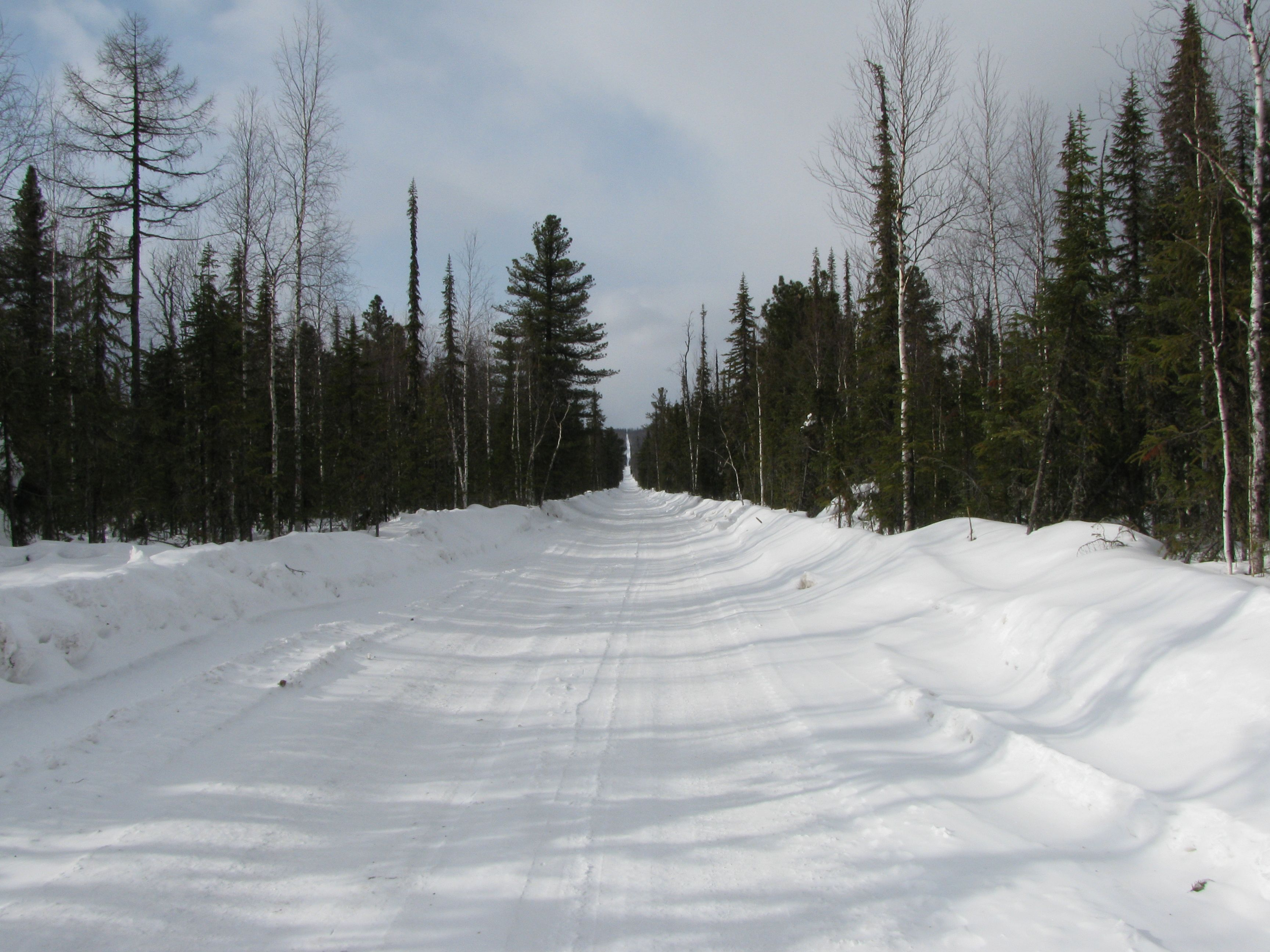
Дорога в Эвенкийском районе

### Промышленность
В Эвенкии выявлено пять месторождений нефти и газа: Юрубчено-Тохомское, Куюмбинское, Собинское, Оморинское и Пайгинское.
Юрубчено-Тохомское нефтегазоконденсатное месторождение открыто в 1982 году. Освоение началось в 2009 году. С 2013 года велось строительство магистрального нефтепровода «Куюмба-Тайшет». 18 января 2017 года нефтепровод «Куюмба-Тайшет» введён в эксплуатацию. Дистанционный запуск из Москвы произвёл лично Президент России Владимир Путин.

### Транспорт
Эвенкия предельно удалена от главных сибирских центров. Здесь полностью отсутствуют круглогодичные действующие автомобильные дороги. Навигация по Нижней и Подкаменной Тунгускам осуществляется только несколько недель в году во время паводка.
В остальное время связь с населёнными пунктами и доставка продовольственных товаров осуществляется по зимнику и авиацией. Главным средством передвижения в Эвенкийском районе являются лодки, так как немногочисленные населённые пункты привязаны к рекам.

### Сельское хозяйство
В связи с реорганизацией сельского хозяйства в Эвенкии, то есть расформированием совхозов, утратили актуальность многие традиционные виды деятельности — молочное скотоводство, свиноводство, звероводство. Приоритет отдан оленеводству и охотничьему промыслу, как жизненно необходимым занятиям коренного населения Эвенкии. Оленеводством в Эвенкии занимаются родовые общины и крестьянско-фермерские хозяйства. Основной вид их деятельности — это содержание и разведение домашних оленей. Оленей содержит муниципальное предприятие оленеводческо-племенное хозяйство «Суриндинское». В Байкитской и Тунгусско-Чунской группе поселений, где более мягкий климат, кроме охотпромысла и оленеводства, население занимается выращиванием сельхозкультур — картофеля, капусты, помидоров, огурцов.

### Связь
Эвенкия является одним из наиболее развитых регионов в отношении обеспеченностью доступа населения к системам телекоммуникации и связи. Во всех посёлках района установлено спутниковое оборудование, работают цифровые системы телефонной связи, Интернет. Все посёлки до 3 июня 2019 года принимали как минимум шесть телевизионных программ, в Туре два радиоканала FM-диапазона. Во всех посёлках установлены спутниковые телефоны GlobalSat.
В Эвенкии создана сеть передачи данных, сформированы узлы удалённого доступа к ресурсам и информационным системам Эвенкийского района.
В 2016 году в трёх крупных посёлках Тура, Байкит и Ванавара были построены станции цифрового телевещания. 3 июня 2019 года Эвенкия перешла с аналогового на цифровое телевещание.

### Туризм
Туристическая отрасль в Эвенкии включает в себя несколько направлений: охотничье, рыболовное и этнографическое.
Разработкой и реализацией туристических маршрутов Эвенкийского района занимается муниципальное бюджетное учреждение «Молодежный центр Энэси».

## Основные муниципальные предприятия
- МП Оленеводческое племенное хозяйство «Суриндинский»
- МП «Байкитэнерго»
- МП «Гостиный двор»
- МП «Ванавараэнерго»
- МП «Илимпийские электросети»
- МП «Илимпийские теплосети»
- МП «Эвенкиянефтепродукт»
- МУ «Управление автомобильных дорог по Эвенкийскому муниципальному району»

## Здравоохранение
В системе здравоохранения работают три районные больницы в посёлках Байкит, Ванавара и Тура, одна участковая больница в посёлке Суринда, две врачебные амбулатории, семнадцать фельдшерско-акушерских пунктов в малых сёлах.

## Социальная защита населения
Система социального обслуживания граждан пожилого возраста и инвалидов включает в себя три краевых учреждения: КГБУ СО «Эвенкийский дом-интернат для граждан пожилого возраста и инвалидов», КГБУ СО «Комплексный Центр социального обслуживания населения Эвенкийский», территориальное отделение КГКУ «Управление социальной защиты населения» по Эвенкийскому муниципальному району.

## Образование
Муниципальная система образования Эвенкии представлена 22 учреждениями, в том числе: 8 общеобразовательных учреждений (2 школ — детских садов, 1 основная школа, 4 средних школ, 1 средняя школа — интернат), в 4 школах имеются пришкольные интернаты для детей, родители которых проживают в другом поселении или большую часть времени находятся в тайге; 11 учреждений дошкольного образования; 2 учреждения дополнительного образования детей (Дом детского творчества п. Тура, Байкитский центр детского творчества) и одно учреждение дополнительного профессионального образования «Эвенкийский этнопедагогический центр».
На базе Байкитской средней школы в 2020 году открылась «Точка роста» — современный образовательный центр цифрового и гуманитарного профиля. На 1 сентября 2022 года в районе создано семь Центров «Точка роста» на базе семи сельских школ.
На базе Дома детского творчества п. Тура в 2020 году открылся Муниципальный опорный центр дополнительного образования детей.
Кроме того, на территории района действуют две краевые образовательные организации, это два учреждения среднего профессионального образования «Туринский медицинский техникум» и «Эвенкийский многопрофильный техникум».
В Эвенкийском муниципальном районе функционирует одно образовательное учреждение для детей-сирот и детей, оставшиеся без попечения родителей:
- КГКУ «Ванаварский детский дом»

## Культура
В Эвенкийском районе работают: 21 сельский клуб, 25 библиотек, 3 детских школ искусств, Эвенкийский краеведческий музей с двумя филиалами в с. Байкит и с. Ванавара.
На территории Эвенкии свою деятельность осуществляют образцы национальной музыкально-танцевальной культуры русского, эвенкийского, якутского и других народов, такие коллективы как: Народный самодеятельный коллектив Эвенкийский ансамбль песни и танца «Осиктакан» (Звёздочка), Народный театр юного зрителя МБУК «ЭРКДЦ», Народный хор ветеранов «Рябинушка», образцовый художественный коллектив Ансамбль песни и танца «Хотугу сулус» (Полярная звезда) сельский дом культуры п. Ессей, Народный самодеятельный коллектив Ансамбль Эвенкийской песни «Тогокон» (Огонёк) с. Байкит, танцевальные коллективы п. Суринда «Якталик» (Ручеёк) и «Гарпакан» (лучик), детские хореографические коллективы «Хосинкан» (Искорка), «Илмакта» (Молодёжь) с. Ванавара, кетский фольклорный коллектив «Санган» (перевод с кето Звёздочка) п. Суломай, Детская группа фольклорного танца «Аглакан» (Ягельная палатка) п. Тура, детская фольклорная группа «Айна» (детское ёхорьё) сельский дом культуры п. Эконда, ансамбль песни танца «Дьукээбиль» (Северное сияние) сельский дом культуры п. Ессей, ансамбль «Моннокор» (Шалунишки) сельский дом культуры п. Чиринда.

## Спорт
В Эвенкийском муниципальном районе имеются 17 спортивных сооружений. Из них 2 плоскостных сооружения, 1 лыжная база в селе Ванавара, 13 спортивных залов, физкультурно-оздоровительный комплекс в п. Тура. Из 13 спортивных залов 10 находятся при средних общеобразовательных школах и 3, а также ФОК, при МБУ ДО «Спортивная школа».

## Средства массовой информации
- Газета «Эвенкийская жизнь»
- Газета «Наша Эвенкия» (январь—апрель 2025)
- Официальный Вестник Эвенкийского муниципального района
- Информационный бюллетень «Байкитский вестник»
- Ванаварский информационный вестник
- Сетевое издание «АЯКО!»
- Эвенкийская служба новостей «Хэглэн» (Млечный Путь) (2009—2020)
- Ванаварские Вести (2015—2019)

## Руководители района
Председатели районного Совета депутатов
- С 14 октября 2005 года по 4 октября 2015 года — Суворов Петр Иванович.
- С 5 октября 2015 года по 25 марта 2016 года — Александрова Екатерина Христофоровна (врио).
- С 25 марта 2016 года по настоящее время — Карамзин Вячеслав Иванович.

Главы администрации муниципального района
- С 19 ноября 2005 года по 31 марта 2011 года — Малаший Ярослав Романович (1959—2024).
- С 31 марта по 23 мая 2011 года — Москвин Сергей Александрович (врио).
- С 23 мая 2011 года по 7 августа 2012 года — Яроцкий Виктор Сергеевич.
- С 7 августа по 12 декабря 2012 года — Бахтин Иван Алексеевич (врио).
- С 12 декабря 2012 года по 14 ноября 2015 года — Черкасов Андрей Юрьевич.

Главы муниципального района
- С 14 октября 2005 года по 4 октября 2015 года — Суворов Петр Иванович.
- С 5 октября по 14 ноября 2015 года — Черкасов Андрей Юрьевич (врио).
- С 14 ноября 2015 года по 29 октября 2020 года — Васильев Евгений Яковлевич.
- С 22 декабря 2020 года — Черкасов Андрей Юрьевич (был и. о. главы района с 30 октября 2020 года)

## Материальные объекты
Эвенкия богата на материальные культурные объекты и достопримечательности. Особенно среди них выделяют наиболее популярные, такие как:
- плато Путорана
- Географический центр России
- Суломайские столбы
- Тунгусский заповедник
- Центрально-Сибирский заповедник

## Национальные праздники
- День родного языка — 21 февраля.
- День оленевода — ежегодно в конце марта в п. Суринда, п. Нидым.
- День охотника и рыбака — последняя суббота апреля.
- «Мучун» (встреча эвенкийского Нового года) — ежегодно во вторую субботу июня.
- Ысыах — ежегодно между 10 июня и 25 июня в п. Тура, п. Ессей.
- Фестиваль «Эвенкийские зори» проходит раз в три года поочерёдно в одном из крупных посёлков.
- День Эвенкийской природы — 2 августа.
- День аборигена (Международный день коренных народов мира) — 9 августа.
- День Эвенкии — 10 декабря.